# سلين (دار أزياء)
سِلين (بالإنجليزية: Celine)‏ (بالفرنسية: Céline)‏ هي علامة تجارية فرنسية للسلع الفاخرة، ملابس جاهزة، سلع جلدية وعطور مملوكة لمجموعة أل في أم أش - مويت هنسي لوي فيتون منذ عام 1996.
اليوم هي ماركة عالمية مملوكة من قبل (LVMH). تم بيعها إلى (LVMH)في عام 1988
بمقابل (540) مليون دولار

## تاريخ الشركة
تأسست في عام 1945 من قبل سِلين فيبيَنا وزوجها ريتشارد، قاما بإنشاء واحدة من أولى العلامات التجارية الفاخرة في هذه الصناعة، Céline، وهي شركة متخصصة في صناعة أحذية الأطفال، وافتتحت أول متجر في 52 شارع مالت في باريس.
في عام 1960، قررت العلامة التجارية تغيير موقعها من خلال تركيز أعمالها على علامة تجارية للأزياء الجاهزة للنساء مع إنتاج الملابس الرياضية.
عرضت العلامة التجارية مجموعة من السلع الجلدية مثل الحقائب والأحذية والقفازات والملابس وظلت سِلين فيبيَنا المصممة الرئيسية منذ 1945 وحتى وفاتها في 1997.
في عام 1964، حقق إطلاق العطر الجديد "Vent fou" ومجموعة "American Sulky" الجديدة من الأكسسوارات نجاحًا كبيرا للشركة بدافع شعبية الجلود، افتتحت سِلين مصنعًا للمنتجات الجلدية في فلورنسا..
كان المصمّم مايكل كورس أوّل من استلم قسم التصميم في دار سِلين وذلك سنة 1997 حيث استمرّ في مركزه حتى العام 2004، ليتسلّم المهمّة من بعده المصمّم أومازيك Omazic الذي كان يعمل لدى دار برادا و ميو ميو.

## سلين وأل في أم أش - مويت هنسي لوي فيتون
في عام 1987، قرر برنارد أرنو عن أل في أم أش - مويت هنسي لوي فيتون شراء رأس مال سيلين. في عام 1996 تم دمج العلامة التجارية في مجموعة أل في أم أش - مويت هنسي لوي فيتون مقابل 2.7 مليار فرنك فرنسي (540 مليون دولار). دفعت أل في أم أش - مويت هنسي لوي فيتون العلامة التجارية إلى الشهرة بافتتاح متجر في 36 شارع مونتان في باريس.

## سلين وهادي سليمان
في 2018، أعلنت أل في أم أش - مويت هنسي لوي فيتون عن تعيين هادي سليمان كمدير فني وإبداعي لسيلين لتوسيع عرض العلامة التجارية مع إطلاق أزياء رجالية، أزياء راقية العطور. في سبتمبر 2018، قدم هادي سليمان شعار CELINE محدثًا على حساب العلامة التجارية على الانستغرام. أنشأ هادي سليمان متاجره الرئيسية للبيع بالتجزئة في باريس وطوكيو وشنغهاي ولوس أنجلوس ومدريد وميلانو ولندن.